# Sebénito

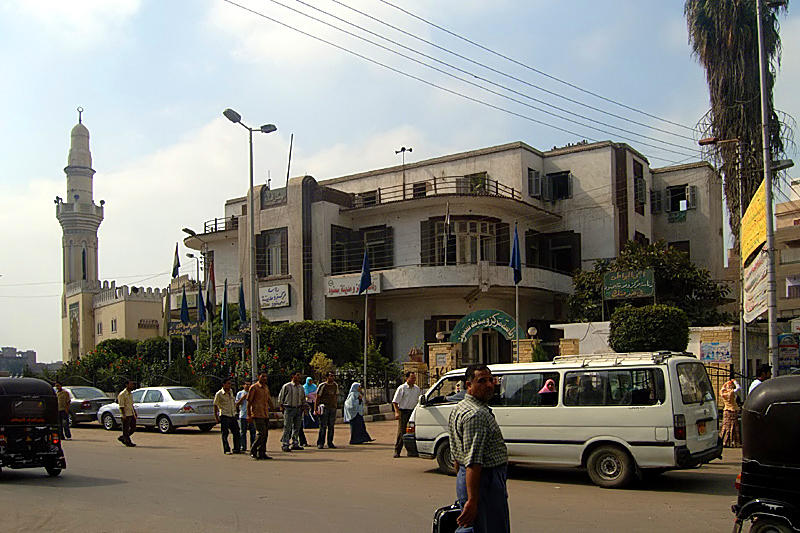
Palácio de Mustafa el-Nuhas Pasha em Samannud, Egito

Sebénito (em grego: Σεβέννυτος; romaniz.: Sebennytos; em latim: Sebennytus em egípcio, Tjebnoutjer (ṯb-nṯrt)) foi uma antiga cidade localizada no Baixo Egito, no Delta do rio Nilo. Atualmente, corresponde à região chamada Samanude.

## Ligação externa
- (em inglês) Dados sobre a cidade